# Naučná stezka Špičák (okres Jihlava)
Naučná stezka Špičák je naučná stezka, která spojuje Třešť a Jezdovice. Celková délka přibližně 11 km a na trase se nachází 10 zastavení. Je možné si ji rozdělit na další dva okruhy – Třešťský (5 km) a Špičácký (8 km).

## Vedení trasy
Stezka začíná na náměstí T. G. Masaryka v Třešti, odkud pokračuje ulicemi Revoluční a Váňovská k Váňovskému rybníku. Na jeho hrázi se stáčí doleva a chvíli pokračuje podél Třešťského potoka do zahrádkářské kolonie a z ní stromořadím s křížovou cestou přes Šibeniční vrch, za nímž se stáčí doleva a vzápětí napojuje na silnici II/402. Na silnici se stáčí opět doleva, míjí dubové stromořadí na Jelení skok a silnici opouští na okraji Třeště, kde přechází na komunikaci vedoucí částečně okolo zámeckého parku. Na jeho konci je polní cestou možné se vrátit do Třeště. Stezka však míří prudce doprava k hájovně (tady se napojuje modrá značka od Třeště) a tam po účelové komunikaci až k horní hranici NPR Velký Špičák a podél ní až do míst, kde se prochází i žlutě značená turistická stezka. Tady se stáčí doleva a stoupá na Špičák. Ze Špičáku je možné se po modré značce vrátit do Třeště, nicméně naučná stezka pokračuje k rozcestí U Černého pařezu. Na něm se stáčí doleva a po chvíli doprava a pokračuje až do Jezdovic.

## Zastavení
- Nad Pekárkovými
- Pod Štolejtnou
- Šibeniční vrch
- Katův kámen
- U Ovčačky
- V Březíčku
- U Křížku
- Špičák
- U Černého pařezu
- Jezdovice